# Els herois i les grandeses
Los Héroes y las grandesas (Els herois i les grandeses, en català normatiu) és una peça teatral en dos actes i en vers (sotstitulada Gran disbarat o paròdia de l'altra tragèdia grega), original de Serafí Pitarra (pseudònim de Frederic Soler i d'Enric Carreras (pseudònim de Frederic Passarell), estrenada al Teatre de l'Odèon de Barcelona, la nit de l'1 de març de 1866.
L'acció passa al començament de l'antiga Grècia i en una gran ciutat.

## Repartiment de l'estrena
- Marreka, reina: Francisca Soler
- Aspassia, confident: Fermina Vilches
- Arquelao, heroi espartà: Josep Villahermosa
- Hipòlit, esclau: Lleó Fontova.
- Clito, esclau: Josep Clucellas
- Faon, summe sacerdot: Ferran Puigguriguer
- Zenon, heroi grec: Joan Bertran.
- Lissandre, heroi persa: Francisco Puig.
- Cimon, esclau: Miquel Llimona.
- Sacerdot 1: Joaquim Bigorria.
- Vell 1: Josep Maleras.
- Capità persa: Josep Jané.
- Sacerdots, esclaus, vells, poble, soldats grecs, soldats perses, músics, matrones, etc.

## Edicions
- Los Héroes y las grandesas. 2ª ed.: Antoni López, editor. llibreria Espanyola. Barcelona s.d.
- Els herois i les grandeses, a cura de Xavier Fàbregas. Antologia Catalana, núm. 60. Edicions 62. Barcelona, 1970.